# Circuit de Rouen-les-Essarts
Circuit de Rouen-les-Essarts var en racerbana i 5 km söder om Rouen i Frankrike.
Frankrikes Grand Prix i formel 1 kördes här fem gånger.

## F1-vinnare
| Säsong | Förare             | Tillverkare    |
| ------ | ------------------ | -------------- |
| 1968   | Jacky Ickx         | Ferrari        |
| 1964   | Dan Gurney         | Brabham-Climax |
| 1962   | Dan Gurney         | Porsche        |
| 1957   | Juan Manuel Fangio | Maserati       |
| 1952   | Alberto Ascari     | Ferrari        |